# Юрий Лотман
Юрий Михайлович Лотман (на руски: Ю́рий Миха́йлович Ло́тман; на английски: Juri Lotman) е естонски езиковед, семиотик, културолог и литератор от руско-еврейски произход. Член на Британската академия (1977), Норвежката академия на науките и литературата (1987), Кралската шведска академия на науките (1989) и Естонската академия на науките (1990).

## Биография
Роден е на 28 февруари 1922 година в Петроград, СССР, в еврейско семейство. След завършване на средното си образование през 1939 г., продължава обучението си във Филологическия факултет на Ленинградския университет. През октомври 1940 година, по време на втората година от следването си, е подготвян за военна служба. След избухването на Великата отечествена война (1941 – 1945) служи като стрелец в артилерията. Получава много военни отличия, награден е с орден „Червена звезда“, медал „За военни заслуги“ и др. През 1946 г. е демобилизиран.
След като завършва университета през 1950 година, става старши преподавател в Педагогическия институт в Тарту. От 1954 година преподава в Тартуския университет, като в периода 1960 – 1977 година е ръководител на катедра „Руска литература“. През 1961 година получава докторска степен от Ленинградския университет и от 1963 година е професор.
По време на Перестройката Лотман участва в политическия живот на Естония. През октомври 1988 година е избран в съвета на Народния фронт на Естония.
Умира на 28 октомври 1993 година в Тарту на 71-годишна възраст.

## Научна дейност
Броят на трудовете му надвишава 800. Сред най-значимите от тях са „Семиотика на киното“, „Анализ на поетическия текст“, „Структура на художествения текст“, а последната му книга е „Култура и взрив“. Изследванията му в областта на литературата са върху руската литература, като по-голямата част от тях са върху творчеството на Пушкин.
Лотман изковава термина семиосфера и е основоположник на семиотичната школа в Тарту, чиито членове стават Борис Успенски, Вячеслав Иванов, Владимир Топоров, Михаил Гаспаров, Александър Пятигорски, И. И. Резвин, Юрий Лекомцев и т.н. Школата е популярна с издаваното предимно на руски език периодично списание – „Труды по знаковым системам“ („Трудове по знакови системи“, „Sign Systems Studies“).

## Семейство
През март 1951 г. сключва брак със Зара Григориевна Минц (1927 – 1990) – литературна историчка, изследователка на творчеството на Александър Блок и руския символизъм, професор в Тартуския университет.
Имат трима сина:
- Михаил Лотман (р. 1952), професор по семиотика и литературознание в Талинския университет, член на Естонския парламент през 2003 – 2007 г., председател на градския съвет на Тарту от 2011 г.;
- Григорий Лотман (р. 1953), художник;
- Алексей Лотман (р. 1960), биолог, член на Естонския парламент през 2007 – 2011 г.

### Основни трудове
- Лекции по структуральной поэтике (1964)
- Статьи по типологии культуры: Материалы к курсу теории литературы. Вып. 1 (1970)
- Структура художественного текста (1970)
- Анализ поэтического текста. Структура стиха (1972)
- Статьи по типологии культуры: Материалы к курсу теории литературы. Вып. 2 (1973)
- Семиотика кино и проблемы киноэстетики (1973)
- Роман А. С. Пушкина „Евгений Онегин“: комментарий (1980, 2-е изд. 1983)
- Александр Сергеевич Пушкин: биография писателя (1981)
- Сотворение Карамзина (1987)
- В школе поэтического слова: Пушкин, Лермонтов, Гоголь (1988)
- Культура и взрыв (1992)
- Беседы о русской культуре. Быт и традиции русского дворянства (XVIII – начало XIX века). (1993)
- Диалог с экраном (1994; совместно с Ю. Цивьяном)

### На български
- Поетика. Типология на културата. Прев. от рус. Татяна Танчева. С.: Народна култура, 1990.
- Култура и информация. Прев. от рус. Лиляна Терзийска, Любен Георгиев Любенов. С.: Наука и изкуство, 1992.
- Култура и взрив. Прев. Иван Тотоманов. С.: Кралица Маб, 1998 (ISBN 954-533-029-5)[5]